# Ascanio Marchini
Ascanio Marchini (Città della Pieve, 12 febbraio 1891 – ...) è stato un politico italiano, parlamentare e preside della Provincia di Terni dal 1935 alla caduta del Fascismo.

## Biografia
Ascanio Marchini aderì molto giovane al Partito Nazionale Fascista, a cui risultava iscritto fin dal Giugno 1921.  
Fu squadrista e partecipante alla marcia su Roma con i fascisti dell’Aquila; ottenne per questo la Sciarpa Littorio e fu tra i fondatori dei Fasci nell’aquilano e a Pinerolo. Partecipò alla Prima Guerra Mondiale come ufficiale veterinario, mutilato e più volte decorato, volontario nella guerra d’Etiopia.
Dopo la laurea in Scienze agrarie e quella in Medicina veterinaria, divenne in un primo momento insegnante di materie agrarie presso l'Istituto Tecnico Industriale di Terni ed in seguito più volte preside in diversi Istituti tecnici, fino a ottenere la cattedra universitaria a Perugia, parlamentare e preside della Provincia di Terni. Fu deputato nelle XXIX e XXX legislatura della Camera dei fasci e delle corporazioni dal 1934 al 1943. Fu autore di numerosi trattati sulla gestione delle aziende agricole che ebbero un notevole successo a cavallo della seconda guerra mondiale. Tra le cariche ricoperte si ricorda quella di presidente e di direttore responsabile del bollettino della federazione provinciale di Terni dell'Associazione nazionale combattenti e reduci. Nominato Preside dalla Provincia di Terni nel 1935, mantenne tale carica fino alla Caduta del Fascismo nel 1943. L'anno successivo, nel 1944, con Terni liberata dagli Alleati, fu chiamato a presiedere la Deputazione Provinciale l'avvocato socialista Arduino Pellegrini. Fu inoltre segretario federale di Terni del Partito Fascista dal 1930 al 1934. A fine carriera fu inoltre nominato commendatore nell'ordine della Corona d’Italia.

## Opere
- Marchini, Ascanio "Piano di colonizzazione demografica del territorio di Harrar",  In Sindacato Nazionale FascistaTecnici Agricoli, Agricoltura e Impero, 655-79. Roma: Tipografica Editrice Sallustiana, 1937.
- Marchini, Ascanio, "Tecnologia rurale : industrie agrarie" 1946.
- Marchini, Ascanio, "L'agricoltore e la sua contabilità". 1926.
- Marchini, Ascanio, "Agricoltura : coltivazioni arboree", Firenze : Ofiria, 1946. - 376 p. : ill ; 22 cm.
- Marchini, Ascanio, Anonelli, G. "Corso completo di agraria e materie affini : ad uso degli istituti tecnici, scuole agrarie, professionisti e agricoltori"
- Marchini, Ascanio, "La veterinaria nella pratica dell'agricoltore" Milano : A. Vallardi, 1921. - 140 p.
- Marchini, Ascanio, "Grande, austera, verde". Libro per le scuole elementari- 1926.
- Marchini, Ascanio "Zootecnia: elementi di anatomia e fisiologia, ezoognosia, zootecnia generale, zootecnia speciale, cenni sulle principali malattie del bestiame" Ofiria, 1962.